# エトーシャ塩湖
座標: 南緯18度47分07秒 東経16度15分50秒 / 南緯18.78528度 東経16.26389度

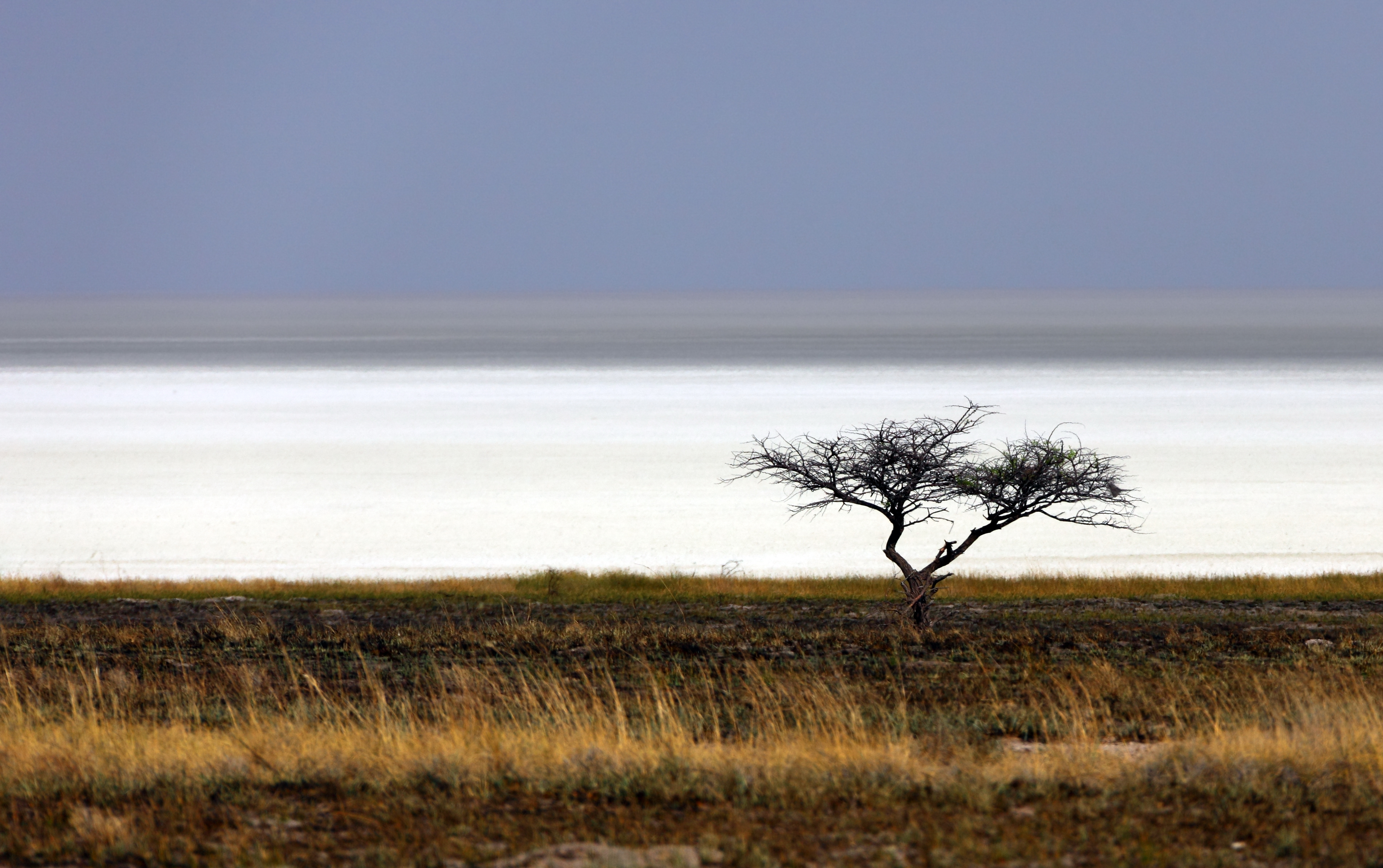
エトーシャ塩湖

エトーシャ塩湖（英語: Etosha Pan）はナミビア北部の内陸部のクヴェライ＝エトーシャ盆地にある塩湖。大きさは東西120km、南北60km、面積約4800km2でアフリカ最大の塩湖。流れ出る川のない塩湖で、塩湖とその周辺はエトーシャ国立公園になっている。
湖の南側に広がるモパネの林には象が生息している。モパネ（モパニ）の木はアフリカ中南部では広く見られ、その木に住み着くモパネワームという蛾の幼虫は現地の人の重要なタンパク源になっている。
エトーシャ塩湖はヨーロッパ人としてはチャールズ・ジョン・アンダーソンとフランシス・ゴルトンが1851年に初めて探検した。
かつては、今日のクネネ川が水源であったと考えられているが、地殻変動によってクネネ川の流れが変わり、エトーシャ塩湖に流れ込まなくなり湖は徐々に干上がった。
現在は北東からエクマ川が流れ込むが、水量は少なくほぼ1年中干上がっている。ただし、雨期の数ヶ月間は約10cmの深さの水が張り、藻類が繁殖し何千羽ものフラミンゴが飛来する。
一帯に塩類平原、季節により浸水する草原、ヤシのサバナ、森林、乾燥した低木のサバナがあり、1995年にラムサール条約登録地となった。なお、この塩湖付近のクヴェライ＝エトーシャ盆地にはナミビアの人口の約40%が住んでおり、ウィントフックなどの都市と並ぶ同国内で人口密度が最も高い地域である。